# Клементе Морандо
Клементе Морандо (італ. Clemente Morando, 17 серпня 1899, Печетто-ді-Валенца — 30 серпня 1972, Валенца) — італійський футболіст, що грав на позиції воротаря, зокрема за клуби «Валенцана» та «Алессандрія», а також національну збірну Італії.
По завершенні ігрової кар'єри — тренер.

## Клубна кар'єра
У дорослому футболі дебютував 1915 року виступами за команду «Валенцана», спочатку грав у турнірах воєнного часу, а з відновленням футбольних змагань після завершення Першої світової війни — у повноцінній футбольній першості Італії. 
1925 року перейшов до «Алессандрії», за яку відіграв наступні чотири сезони своєї ігрової кар'єри.
Завершував ігрову кар'єру протягом 1929—1931 років у команді «АК Мессіна», в якій був граючим тренером.

## Виступи за збірну
Протягом 1921–1922 років у трьох іграх захищав ворота національної збірної Італії.

## Кар'єра тренера
Розпочав тренерську кар'єру, ще продовжуючи грати на полі, 1929 року, очоливши тренерський штаб клубу «АК Мессіна». Згодом протягом 1931–1932 років тренував команду «Пелоро».
Після Другої світової війни ненадовго повертався до тренерської роботи, протягом 1948–1949 років працював з командою рідної «Валенцани».
Помер 30 серпня 1972 року на 74-му році життя у Валенці.

## Титули і досягнення
- Володар Кубка КОНІ (1):

«Алессандрія»: 1927
| Дата       | Місто  | Господарі | Результат | Гості          | Турнір           | Голи | Примітки |
| ---------- | ------ | --------- | --------- | -------------- | ---------------- | ---- | -------- |
| 06/11/1921 | Женева | Швейцарія | 1 – 1     | Італія         | товариський матч | -    |          |
| 15/01/1922 | Мілан  | Італія    | 3 – 3     | Австрія        | товариський матч | -    |          |
| 26/02/1922 | Турин  | Італія    | 1 – 1     | Чехословаччина | товариський матч | -    |          |
| Усього     |        | Матчів    | 3         |                | Голів            | 0    |          |